# Belmontet
Belmontet is een plaats en voormalige gemeente in het Franse departement Lot in de regio Occitanie en telt 157 inwoners (2004). De plaats maakt deel uit van het arrondissement Cahors.

## Geschiedenis
Belmontet is op 1 januari 2016 gefuseerd met de gemeenten Lebreil, Montcuq, Sainte-Croix en Valprionde tot de gemeente Montcuq-en-Quercy-Blanc. De voormalige gemeenten kregen hierbij de status van commune déléguée maar na de gemeenteraadsverkiezingen van 2020 werd besloten deze status te laten vervallen.

## Geografie
De oppervlakte van Belmontet bedraagt 12,3 km², de bevolkingsdichtheid is 12,8 inwoners per km².
De onderstaande kaart toont de ligging van Belmontet met de belangrijkste infrastructuur en aangrenzende gemeenten.

## Demografie
Onderstaande figuur toont het verloop van het inwonertal.
Belmontet · Lebreil · Montcuq · Sainte-Croix · Valprionde